# Ferdinando Bruni
Ferdinando Bruni OFM (* um 1593 in Florenz; † um 1648) war ein italienischer römisch-katholischer Bischof.
Bruni wurde am 6. Oktober 1625 zum Bischof von Lacedonia ernannt.